# Saldus kommun
Saldus novads är en kommun i Lettland. Den ligger i den västra delen av landet, 100 km väster om huvudstaden Riga. Antalet invånare är 37 892. Arean är 1 683 kvadratkilometer.
Följande samhällen finns i Saldus novads:
- Saldus